# Голубиње
Голубиње је насеље у Србији у општини Мајданпек у Борском округу. Налази се на самој обали Дунава, 12 километара од Доњег Милановца према Кладову и Ђердапској клисури. Највећи заселак је насеље Градашница. Према попису из 2022. има 424 становника (према попису из 2011. било је 736 становника).
У оквиру села, поред наведеног засеока Градашнице, налазе се још засеоци Штрбац, Копана Главица и Мало Голубиње. У оквиру села налазе се 3 школе, једна у самом селу а по једна на Штрпцу и Копаној Главици. Данашње село је насељено након изградње Хидроелектране Ђердап 1970. године и потапања старог Голубиња.
Овде се налази Голубиње (локалитет).

## Демографија
Према последњем попису из 2022. године у насељу је живело 424 становника што је за 312 мање у односу на 2011. када је на попису било 736 становника. У насељу живи 371 пунолетних становника, а просечна старост становништва износи 50,50 година (49,90 код мушкараца и 51,17 код жена).
Према подацима пописа из 2022. у насељу има 183 домаћинства, а просечан број чланова по домаћинству је 2,32, а према истом попису у насељу има 512 стамбених јединица од којих је 198 насељених.
Ово насеље је великим делом насељено Србима (према попису из 2022. године), а у последња три пописа, примећен је пад у броју становника.
|  |

| Демографија | Демографија | Демографија |
| Година      | Становника  | Становника  |
| ----------- | ----------- | ----------- |
| 1948.       | 1.907       |             |
| 1953.       | 1.983       |             |
| 1961.       | 2.073       |             |
| 1971.       | 1.755       |             |
| 1981.       | 1.566       |             |
| 1991.       | 1.305       | 1.262       |
| 2002.       | 1.079       | 1.170       |
| 2011.       | 736         |             |
| 2022.       | 424         |             |

| Етнички састав према попису из 2002.‍ | Етнички састав према попису из 2002.‍ | Етнички састав према попису из 2002.‍ | Етнички састав према попису из 2002.‍ | Етнички састав према попису из 2002.‍ |
| ------------------------------------ | ------------------------------------ | ------------------------------------ | ------------------------------------ | ------------------------------------ |
|                                      |                                      |                                      |                                      |                                      |
| Срби                                 | Срби                                 |                                      | 1.069                                | 99,07%                               |
| Румуни                               | Румуни                               |                                      | 2                                    | 0,18%                                |
| Власи                                | Власи                                |                                      | 2                                    | 0,18%                                |
| Немци                                | Немци                                |                                      | 1                                    | 0,09%                                |
| Муслимани                            | Муслимани                            |                                      | 1                                    | 0,09%                                |
| непознато                            | непознато                            |                                      | 2                                    | 0,18%                                |

## Градашница
Градашница је заселак који се налази на 3 километра од села Голубиње, односно десетак километара о Доњег Милановца. Насеље је добило име по реци и пећини Градашници, које се налазе у непосредној близини, а у близини се налазе и две тврђаве. Са Градашнице се пружа поглед на Ђердапско језеро, тачније са леве стране на насеље Обљага Маре, са десне стране на Велики Казан и напред на Доњи Милановац, Румунију и Орешковачки залив.
| Година пописа     | 1948. | 1953. | 1961. | 1971. | 1981. | 1991. | 2002. |
| ----------------- | ----- | ----- | ----- | ----- | ----- | ----- | ----- |
| Број домаћинстава | 358   | 399   | 489   | 479   | 460   | 409   | 377   |

| Број чланова      | 1  | 2   | 3  | 4  | 5  | 6  | 7 | 8 | 9 | 10 и више | Просек |
| ----------------- | -- | --- | -- | -- | -- | -- | - | - | - | --------- | ------ |
| Број домаћинстава | 83 | 113 | 56 | 62 | 37 | 18 | 5 | 2 | 0 | 1         | 2,86   |

| Пол    | Укупно | Неожењен/Неудата | Ожењен/Удата | Удовац/Удовица | Разведен/Разведена | Непознато |
| ------ | ------ | ---------------- | ------------ | -------------- | ------------------ | --------- |
| Мушки  | 471    | 110              | 295          | 31             | 35                 | 0         |
| Женски | 457    | 59               | 294          | 84             | 20                 | 0         |
| УКУПНО | 928    | 169              | 589          | 115            | 55                 | 0         |

| Пол    | Укупно                    | Пољопривреда, лов и шумарство | Рибарство                            | Вађење руде и камена | Прерађивачка индустрија       |
| ------ | ------------------------- | ----------------------------- | ------------------------------------ | -------------------- | ----------------------------- |
| Мушки  | 277                       | 132                           | 0                                    | 21                   | 70                            |
| Женски | 222                       | 159                           | 0                                    | 0                    | 42                            |
| УКУПНО | 499                       | 291                           | 0                                    | 21                   | 112                           |
| Пол    | Производња и снабдевање   | Грађевинарство                | Трговина                             | Хотели и ресторани   | Саобраћај, складиштење и везе |
| Мушки  | 3                         | 20                            | 7                                    | 8                    | 2                             |
| Женски | 0                         | 1                             | 7                                    | 6                    | 0                             |
| УКУПНО | 3                         | 21                            | 14                                   | 14                   | 2                             |
| Пол    | Финансијско посредовање   | Некретнине                    | Државна управа и одбрана             | Образовање           | Здравствени и социјални рад   |
| Мушки  | 0                         | 1                             | 6                                    | 1                    | 0                             |
| Женски | 0                         | 1                             | 0                                    | 4                    | 1                             |
| УКУПНО | 0                         | 2                             | 6                                    | 5                    | 1                             |
| Пол    | Остале услужне активности | Приватна домаћинства          | Екстериторијалне организације и тела | Непознато            | Непознато                     |
| Мушки  | 0                         | 0                             | 0                                    | 6                    | 6                             |
| Женски | 0                         | 0                             | 0                                    | 1                    | 1                             |
| УКУПНО | 0                         | 0                             | 0                                    | 7                    | 7                             |